# Bibile
Bibile är en administrativ by i Sri Lanka.   Den ligger i provinsen Uvaprovinsen, i den centrala delen av landet, 150 km öster om huvudstaden Colombo.